# Main rouge de l'Ulster
Le drapeau de la province de l'Ulster est également appelé main rouge de l'Ulster (Lamh Dearg) ou main sanglante de l'Ulster (Ulster bloody).

Armoiries primitives de la famille de Bourg (aussi appelée Bourke, Burgh ou Burke).

Il représente la main de Heremon O'Neill, chef d'un clan scandinave, posée sur le blason de la famille de Bourg (croix de saint Georges sur fond jaune). Les maisons O'Neill et Bourke (orthographe irlandaise) régnèrent sur l'Ulster jusqu'en 1333.

## Origine
Selon les légendes irlandaises, la main rouge est devenue le symbole de l'Ulster, en l'an 1015. À cette date, Heremon O'Neill organisa une expédition maritime pour prendre possession de la côte nord de l'Irlande. Il s'adjoint un autre chef viking dont le nom a été oublié. Les protagonistes se mirent d'accord pour que la couronne du nouveau royaume échoie à celui qui toucherait le premier, et de la main, la terre convoitée.
Les deux flottes nordiques prirent la mer en Écosse et arrivèrent en même temps en vue des côtes d'Irlande du Nord. Les rameurs du bateau rival d'O'Neill dépassèrent le sien, dont les efforts de l'équipage restaient vains.
Heremon O'Neill voyant son rival rejoindre la côte irlandaise avant lui, saisit une hache, se trancha la main droite et la jeta sur le rivage.
De la sorte, il fut le premier à toucher la terre et fut proclamé roi d'Ulster.
D'autres légendes racontent son origine :
- le trône d'Ulster était vacant, et il fut établi que serait roi le premier qui toucherait la rive d'Ulster. L'un des prétendants, se voyant devancé, aurait coupé sa main pour l'envoyer par-dessus ses adversaires, remportant ainsi la couronne.
- une histoire similaire oppose Ui Neill et un certain Dermott, lors d'une course à cheval. Le premier aurait remporté le trône par le même stratagème.
- une autre légende évoque un combat entre deux géants au temps des Milesiens. L'un d'eux aurait eu la main coupée, dont la trace  se serait imprimée sur la pierre.

Selon les prêtres évangéliques irlandais, l'origine de la main rouge de l'Ulster serait biblique et se trouve dans le psaume 98/1.
| « O Sing unto the Lord a new song For he hath done marvellous things His right hand and his holy arm Hath gotten him the Victory. » | « Chantez à l'Éternel un cantique nouveau car il a fait des prodiges. Sa main droite et son bras saint l'ont mené à la Victoire » |

Néanmoins, l'origine picte de cet élément identitaire ne semble pas faire de doute, ce symbole, la main ouverte, apparaissant sur leurs monnaies.

## Usages
La main sanglante d'Ulster se retrouve également sur les armes de certains comtés d'Ulster (comté de Tyrone, Derry/Londonderry, Antrhim et Monaghan). Elle a également été reprise sur le drapeau de l'Irlande du Nord. Ce symbole tend à être repris par les unionistes et loyalistes. Par ailleurs, les baronnets du Royaume-Uni portent sur leurs armes le badge d'Ulster, identique si ce n'est que la main est senestre.